# Andrew Taylor Still
Andrew Taylor Still (Contea di Lee, 6 agosto 1828 – 12 dicembre 1917) è stato un medico, inventore e politico statunitense, fondatore dell’osteopatia e della medicina osteopatica.

È stato uno dei fondatori della Baker University, la più antica università quadriennale nello stato del Kansas e fondatore della American School of Osteopathy (ora A.T. Still University), prima scuola medica osteopatica del mondo, a Kirksville nel Missouri.

## Vita giovanile e interessi
Still nacque in Virginia figlio di un pastore metodista e medico, e trascorse la sua infanzia al seguito del padre nei suoi frequenti spostamenti tra diverse missioni per nativi americani nei territori dell’allora Missouri Territory. In giovane età, decise di seguire le orme del padre come medico. Dopo aver studiato medicina ed essere stato apprendista del padre, partecipò alla guerra civile come assistente ospedaliero (in termini moderni, l'assistente ospedaliero sarebbe stato visto come l'equivalente dell'amministratore degli infermieri o vice presidente degli infermieri o di cura del paziente all'interno dell'ospedale), ma in seguito, nella sua autobiografia, ha affermato di aver lavorato come un "chirurgo de facto".
A quel tempo, gli assistenti ospedalieri dell'esercito avevano molte responsabilità, tra cui il mantenimento dei magazzini dell'ospedale, dei rifornimenti e delle forniture per i malati. Poiché i farmacisti non erano stati forniti per tutti gli ospedali, gli assistenti ospedalieri potevano fare prescrizioni e, quando gli ufficiali medici non erano presenti, si prendevano cura dei pazienti. Gli assistenti ospedalieri a volte venivano premiati con promozioni a chirurgo o assistente chirurgo.
Dopo la guerra civile e in seguito alla morte della moglie, di tre dei suoi figli, e di un bambino adottato (a causa della meningite spinale) nel 1864, Still arrivò alla conclusione che le pratiche mediche ortodosse del suo tempo erano spesso inefficaci, e talvolta dannose. Dedicò i successivi trenta anni della sua vita a studiare il corpo umano per trovare modi alternativi per trattare la malattia. Durante questo periodo, nel 1870, completò un breve corso in medicina presso il nuovo Collegio dei Medici e dei Chirurghi a Kansas City, Missouri.
Still adottò le idee spiritualiste intorno al 1867 che "mantennero un posto di rilievo e duraturo nel suo pensiero"
.

## Legislatore territoriale e statale dello stato del Kansas
Still fu attivo nel movimento abolizionista e alleato dei noti leader anti-schiavitù John Brown e James H. Lane. Diventò profondamente coinvolto nella lotta per l'ammissione del Kansas all'Unione come stato schiavista o liberazionista. Il Kansas-Nebraska Act del 1854 sancì che i coloni in questi due territori. avrebbero potuto decidere la questione autonomamente. La guerra civile infuriò in Kansas quando entrambe le parti cercarono di ottenere il controllo del governo sul territorio. Nel mese di ottobre 1857, Still fu eletto per rappresentare le contee di Douglas e Johnson nella legislatura territoriale del Kansas. Still e i suoi fratelli presero le armi per la causa e parteciparono alle sanguinose Bleeding Kansas Battles (tra i cittadini pro e contro la schiavitù). Nell'agosto del 1858, una costituzione liberazionista fu approvata e il Kansas fu ammesso all'Unione come stato libero il 29 gennaio 1861.

## Invenzioni e brevetti
Still fu sempre affascinato dalle macchine e, ogni volta che veniva posto di fronte a un problema meccanico, la sua risposta era sempre quella di ideare un approccio migliore. Nel 1870, brevettò una migliore zangola per il burro. Fece anche miglioramenti per una macchina da taglio progettata per la mietitura del grano e del fieno ma, prima che il brevetto potesse essere presentato, la sua idea fu rubata da un rappresentante commerciale in visita da parte della Wood Mowing Machine Co. Nel 1910, brevettò un forno bruciatore senza fumo, ma ebbe "un po' di difficoltà a produrre un modello in scala 1:1”, disperato dopo che sua moglie, Mary Elvira, morì nel maggio 1910, non trovò più la volontà di perseguire ulteriormente la questione e l'invenzione non fu mai commercializzata con successo. ".

## Baker University
Still e la sua famiglia furono tra i fondatori della Baker University, la prima università quadriennale dello stato del Kansas. Still venne coinvolto nella scelta della posizione per il sito del primo edificio della Baker University. Insieme a suo fratello, donò 640 acri di terra per i campus universitari. Pur mantenendo la sua pratica medica, trattando pazienti affetti da vaiolo e colera, trascorse cinque anni a Baldwin City per sviluppare le strutture dell’università. In quel periodo fu anche eletto rappresentante della contea di Douglas, nella assemblea legislativa del Kansas e partecipò all'abolizione della schiavitù dallo stato.

## Osteopatia
Still credeva che l'osteopatia fosse una scoperta necessaria perché le pratiche mediche del suo tempo, spesso, causavano un danno rilevante e perché la medicina convenzionale non era riuscita a far luce sull’eziologia e sul trattamento efficace delle malattie. Al momento della sua laurea, i farmaci, la chirurgia e gli altri regimi terapeutici tradizionali spesso causavano più male che bene. Alcuni dei farmaci comunemente somministrati ai pazienti nel suddetto periodo erano l'arsenico, l'olio di ricino, il whisky e l'oppio. Inoltre, le pratiche chirurgiche antigieniche spesso provocavano più il decesso che la guarigione dei pazienti.
Still cercò di riformare le pratiche mediche esistenti del XIX secolo. Studiò trattamenti alternativi, come ad esempio l'idropatia, la dieta, il bone setting (sistemazione ossea), e la guarigione magnetica. Still trovò appiglio negli effetti collaterali relativamente moderati di quelle “modalità”, e immaginò che un giorno la "terapia medica razionale" avrebbe contemplato la manipolazione del sistema muscolo-scheletrico, la chirurgia e l'uso molto parsimonioso dei farmaci, tra cui anestetici, antisettici e antidoti. Inventò il nome “osteopatia” miscelando la radice greca,  osteon - per l'osso e  path - parola inglese che significa  "sentiero, cammino", inteso sia nel senso del "percorso" di crescita  , che della eventuale modificazione, al fine di comunicare la sua teoria che la malattia e la disfunzione fisiologica sono state eziologicamente basate su un sistema muscolo-scheletrico disorganizzato. Così, mediante la diagnosi e la cura del sistema muscolo-scheletrico, credeva che i medici potessero trattare una varietà di malattie e risparmiare ai pazienti gli effetti collaterali negativi causati dai farmaci.
Still fondò nel 1892 la prima scuola di osteopatia sulla base di questo nuovo approccio alla medicina - la scuola fu chiamata la American School of Osteopathy (ora A.T. Still University) a Kirksville, nel Missouri.
Still fu anche uno dei primi medici a promuovere l'idea di medicina preventiva e la filosofia che i medici dovrebbero concentrarsi sul trattamento della malattia, piuttosto che solo sui sintomi.
Still definì l'osteopatia come:
(Andrew Taylor Still)
In un'intervista del 1907 sul quotidiano Topeka Daily Capital, il figlio di A.T. Still, Charles Still, descrisse la filosofia del padre secondo la quale il corpo poteva operare senza problemi in età avanzata, se adeguatamente mantenuto, e che ogni organismo vivente possiede la capacità di produrre tutti gli elementi chimici e materiali necessari per la cura dei propri disturbi.
Il primo trattamento
Un giorno mentre si recava da un amico, Still vide dinanzi a lui una povera donna circondata dai suoi tre bambini. Uno di questi, mentre camminava, era sanguinante. Pensando che si trattasse di una dissenteria emorragica, Still si offrì di prendersi cura del bambino.
Lo visitò e sentì la colonna vertebrale contratta e calda, soprattutto nella regione lombare, mentre la parete addominale la percepì molto fredda. Still capì improvvisamente che tale contrattura era in relazione con il cattivo funzionamento intestinale e intuì che se avesse liberato la regione lombare avrebbe certamente migliorato le funzioni intestinali del bambino.
Still cercò pertanto di mobilitare e riequilibrare i muscoli lombari, che dopo alcuni minuti sentì ridursi e, contemporaneamente, percepì che il corpo del bambino diventava meno caldo, e la parete addominale meno fredda.
Con tali manipolazioni non solo normalizzò il flusso circolatorio, ma consentì al sistema nervoso di garantire nuovamente il suo ruolo d'autodifesa.
Still aveva liberato la colonna vertebrale del bambino da tutte le piccole anomalie strutturali, e la mattina seguente la madre gli riferì la completa guarigione di suo figlio.

Era la prima volta che A.T. Still metteva realmente in pratica le sue osservazioni sulla stretta relazione esistente tra struttura vertebrale e disordini funzionali di un organo.
(Andrew Taylor Still)»

## Pubblicazioni
Still pubblicò quattro libri durante la sua vita. Il suo primo libro, pubblicato nel 1897, è intitolato Autobiografia di Andrew Taylor Still con la Storia della Scoperta e dello Sviluppo della Scienza dell'Osteopatia. Un'edizione aggiornata del libro è stata ripubblicata nel 1908, dopo un incendio che danneggiò le originali lastre di stampa. Nel 1899, Still pubblicò il suo secondo libro, La filosofia dell’osteopatia.
Nel 1902, Still pubblicò il suo terzo libro, La filosofia e i principi meccanici dell’osteopatia, anche se una certa disputa rimane ancora circa la data di pubblicazione. Still pubblicò il suo quarto e ultimo libro nel 1910, dal titolo Osteopatia ricerca e pratica.

## Onorificenze
Nel mese di dicembre 2013 Still venne proclamato come coscritto alla Hall of Famous Missourians. Il suo busto bronzeo ha avuto l’opportunità di essere uno dei quarantaquattro esposti in mostra permanente nel Missouri State Capitol a Jefferson City. Per la prima volta nella storia della sala, al pubblico è stato permesso di votare sui nuovi coscritti. Still ha ricevuto oltre il 38% dei voti, distanziando di gran lunga tutti gli altri illustri concorrenti.